# Àlex Corretja
Àlex Corretja (n. 11 aprilie 1974, Barcelona, Catalonia, Spania) este un jucător de tenis spaniol, medaliat olimpic. A participat la o ediție a Jocurilor Olimpice (2000) în care a câștigat o medalie de bronz.

## Participări
Lista de mai jos prezintă principalele competiții la care a participat Àlex Corretja de-a lungul carierei.
- tennis at the 2000 Summer Olympics – men's doubles[*]